# Hydroptila ditalea
Hydroptila ditalea är en nattsländeart som beskrevs av Oliver S. Flint Jr. 1968. Hydroptila ditalea ingår i släktet Hydroptila och familjen smånattsländor. Inga underarter finns listade i Catalogue of Life.